# Ludolfo de Sajonia

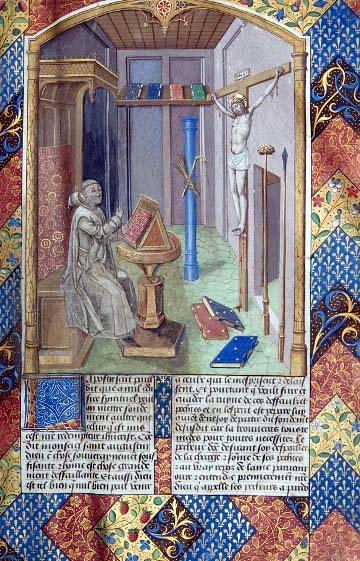
Vita Christi 1474. Ludolfo de Sajonia, el Cartujano, escribiendo. Vita Christi vol. 1.º, folio 1r

Ludolf von Sachsen, o Ludolfo de Sajonia, el Cartujano, latinizado Rudulfus, Landolfus, Leutolphus, Lutoldus, Litoldus;  Cartusianus, Nationoteutonicus, Allemanus, Ludolphus Saxonia  (ca. 1300 - 10 de abril de 1377 o 1378) fue un escritor cartujo alemán.

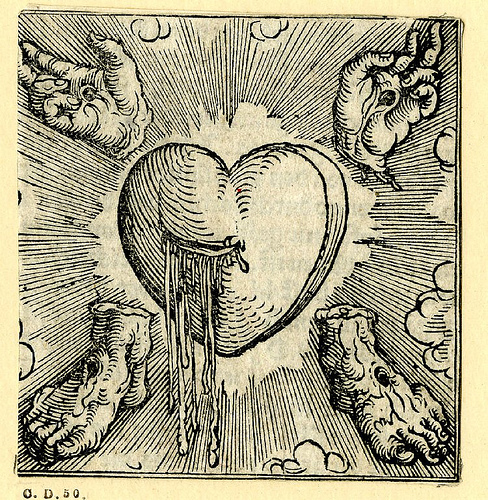
Sagrado Corazón de Cristo, imagen alemana del siglo XVI.

## Biografía
No se conocen muchos datos sobre él. Por su sobrenombre se lo cree natural de  la archidiócesis de Colonia o de la de Maguncia que prolongaba la provincia de Sajonia. Entró en la orden de Santo Domingo a la edad de quince o dieciocho años y habría obtenido el título de Magister Teologiae. Sin duda conoció a Juan Taulero y Enrique Susón, sus contemporáneos. Un explicit lo llama «Doctor venerable y maestro en Teología». Permaneció 26 años entre los dominicos y entró a la Cartuja en 1340 en Estrasburgo, donde pronunció sus votos. Fue elegido después prior de la Cartuja de Coblenza, donde estuvo entre 1343 y 1348. Dimitió en 1348 y volvió como simple religioso a la Cartuja de San Miguel de Maguncia y luego a Estrasburgo, donde murió el 10 de abril de 1377 tras haber pasado los treinta últimos años de su vida apartado del mundo. 
Compuso una obra muy conocida e impresa por toda la Europa del siglo XV, la primera Vita Christi o Vida de Jesús conocida extraída de los cuatro evangelios e inspiradora de la Devotio moderna. Según un traductor en 1538, habría sido autor también de la Imitatio Christi o Imitación de Jesucristo, pero dicha afirmación  carece de fundamento. Se le ha atribuido asimismo la paternidad del Speculum Humanae Salvationis. Ludolfo de Sajonia hizo alusión al Sagrado Corazón en una época en que esta devoción no se hallaba muy extendida. Sus sermones se conservan en la Biblioteca de Bernkastel-Kues.
Su obra influyó poderosamente en la de Ignacio de Loyola, en particular sobre sus Ejercicios espirituales.

## Obras
- Expositio super Psalterium
- Las siete palabras de Cristo
- Comentario a los Evangelios

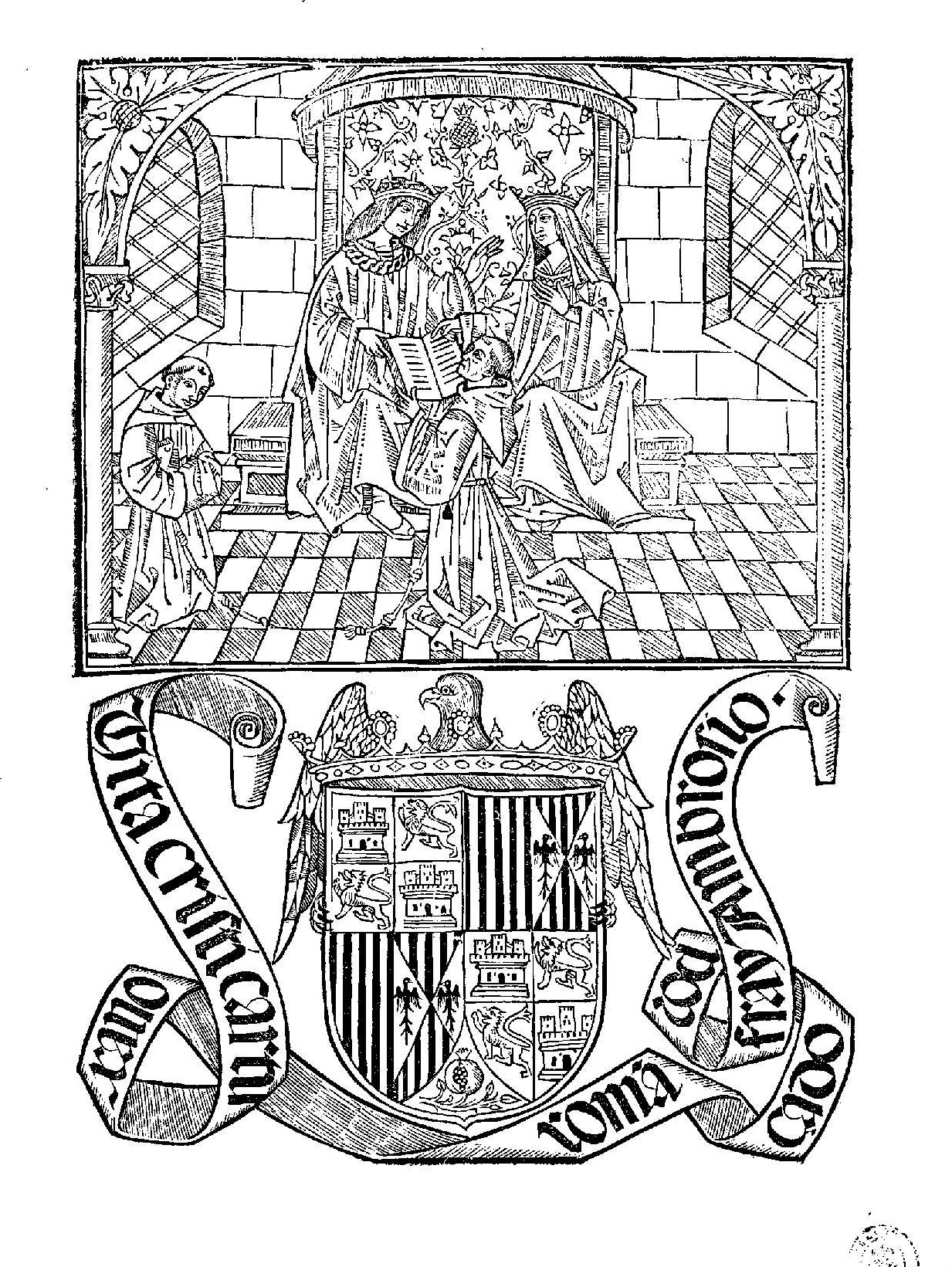
Vita Christi, traducida al castellano por fray Ambrosio Montesino, Alcalá de Henares, 1502. Biblioteca Nacional de España.

- Comentario al Cántico del Antiguo y del Nuevo Testamento y sobre el Símbolo de San Atanasio
- Glosa de los siete Salmos penitenciales
- Sermones capitulares
- Buen tratado del hermano Ludolfo, maestro en Teología, sobre la manera de vivir en forma espiritual
- Catorce razones para avanzar en la virtud
- Tratado Flores y frutos del árbol de la vida de Jesucristo
- La gran vida de Jesucristo
- Espejo de la Salvación del Género Humano (obra atribuida: Speculum Humanae Salvationis )
- Cortas oraciones para el fin de la Cuaresma compuestas en el siglo XIV en latín